# Football Club Lausana-Sport
El Football Club Lausanne-Sport es un club de fútbol suizo de la ciudad de Lausana. Es uno de los equipos históricos y más laureados del fútbol suizo con más de 16 trofeos nacionales: 7 SuperLigas de Suiza y 9 Copas de Suiza. Actualmente juega en la Superliga de Suiza.
Fundado en 1896, primero bajo el nombre de Montriond-Football-Club, el club cambió su nombre a Lausanne-Sports en 1920. Se instaló en las Plaines-du-Loupe, en las alturas de la ciudad, en 1904.
La LS tiene 7 títulos de campeón suizo adquiridos entre 1913 y 1965, 9 victorias en la final de la Copa Suiza (de 17 finales), así como 23 participaciones en competiciones europeas. Históricamente es uno de los 6 mejores clubes suizos con Grasshopper-Club Zürich, FC Zürich, FC Basilea, Servette FC y BSC Young Boys. El club está actualmente presidido por Bob Ratcliffe, hermano del propietario y fundador de la multinacional británica Ineos, el principal accionista.
El 30 de julio de 2020, el club consigue subir a primera división.

## Estadio
En noviembre de 2020, el club se traslada a un nuevo estadio, el Stade de la Tuilière.

## Palmarés

### Torneos nacionales (16)
- Super Liga Suiza (7) : 1913, 1932, 1935, 1936, 1944, 1951, 1965
- Challenge League (2) : 2016, 2020
- Copa de Suiza (9) : 1935, 1939, 1944, 1950, 1962, 1964, 1981, 1998, 1999